# 魔女の守人
『魔女の守人』（まじょのもりびと）は、坂野旭による日本の漫画。『ジャンプGIGA』（集英社）において2016年vol.3に読み切りを掲載後、『週刊少年ジャンプ』（同）において2020年10号から同年29号まで連載された。

## ストーリー
異形の魔物・魔の脅威を、強力な魔術で退ける唯一の存在、それが魔女である。世界の平和は、魔女によって守られてきた。

## 登場人物
ファフナ・レオレンジ
本作の主人公。国中で最も優れた騎士として、魔女の守人＝騎士に選ばれた少年。マナスファに騎士道バカと呼ばれている。
マナスファ・ルースタシア
バーン市国の魔女。他の魔女に比べ強力な魔子をその身に宿し、炎を操る姿から、焔の魔女の異名をもつ。
ナータ・インテリナ
バース市国の魔女塔で暮らし、マナスファを尊敬してやまない忠実な従者。
ドレイク・マルドゥック
謎の発明家。かつては騎士で愛するアイを魔に浸食されたため、殺害した過去をもつ。
アイ
かつてメディ市国を守っていた魔女。体を魔に浸食されてしまったため、騎士のドレイク・マルドゥックの手にかかり、命を落とした。
ルゥリ・リララ
ステール市国の魔女。鋼の魔法を操る。礼儀作法にうるさい。
ゲン・オードブル
ルゥリの騎士。戦闘を好み、魔女を使い捨ての武器と考えている。
スピカ・クラーヌ
ヴァリ国の魔女。重力の魔法を操る。魔子の浸食が進んでいる。
クロード・グラウス
スピカの騎士。幼なじみのスピカを思う余り、掟に対し厳格。
司祭
バーン市国の国家元首。ファフナにマナスフナの殺害を命じた。

## 反響
連載開始直後、本作が『進撃の巨人』、『魔法少女まどか☆マギカ』、『鬼滅の刃』に似ていると話題になった。しかし「キャラクターがかわいい」など、作品に対して好意的な意見も上がっていた。

## 書誌情報
- 坂野旭『魔女の守人』集英社〈ジャンプ・コミックス〉、全3巻
  1. 2020年5月13日発売[1][5]、ISBN 978-4-08-882325-6
  2. 2020年8月4日発売[6]、ISBN 978-4-08-882380-5
  3. 2020年9月4日発売[7]、ISBN 978-4-08-882465-9